# Karl Franz Ferdinand Bucher
Karl Franz Ferdinand Bucher (auch Karl Bucher; * 14. Juni 1786 in Rinteln; † 3. Februar 1854 in Erlangen) war ein deutscher Rechtswissenschaftler und Hochschullehrer.

## Leben
Bucher war Sohn des Rechtsprofessors Johann Peter Bucher. Sein Vater wechselte 1797 von der Universität Rinteln an die Universität Marburg, weshalb Karl Bucher seine Gymnasialzeit am Marburger Gymnasium verbrachte. 1801 nahm er das Studium der Rechtswissenschaft an der Marburger Universität auf, an der neben seinem Vater auch Friedrich Carl von Savigny zu seinen akademischen Lehrern zählte. Unter seinem Vater wurde er 1805 mit der Dissertation Dissertatio inauguralis de jure transmissionis zum Dr. iur. utr. promoviert. Anschließend habilitierte er sich ebendort und lehrte als Privatdozent an der Universität.
Bucher erhielt zum 31. Juli 1808 einen Ruf auf eine ordentliche Professur der Rechte an die Universität Halle durch den König von Westphalen Jérôme Bonaparte. Hierbei erhielt er einen besonderen Lehrauftrag für den Code Napoléon. Einen Ruf zurück an die Universität Marburg lehnte er 1815 ab, nahm dann aber 1818 einen Ruf auf eine ordentliche Professur des Zivilrechts an die Universität Erlangen an. In diesem Zuge wurde er außerdem am 23. Oktober 1818 zum Hofrat ernannt. 1820/1821, 1824/1825, 1833/1834 sowie 1840/41 hatte er das Amt des Prorektors der Erlanger Universität inne. Außerdem war er Prokanzler der Universität.
Bucher wurde am 23. August 1843, im Zuge des Universitätsjubiläums, zum Ehrenbürger der Stadt Erlangen ernannt. 

## Werke (Auswahl)
- Übersicht der testamentarischen Universal-Succession, Bayrhoffer, Marburg 1807.
- Versuch einer systematischen Darstellung des Justinianeischen Privatrechts, Marburg 1808.
- Systematische Darstellung des im Königreich Westfalen geltenden napoleonischen Rechts, 2 Bände, Waisenhaus, Halle und Berlin 1809.
- Das Recht der Forderungen, Engelmann, Leipzig 1815.